# Jindřich Vacek (scriitor)

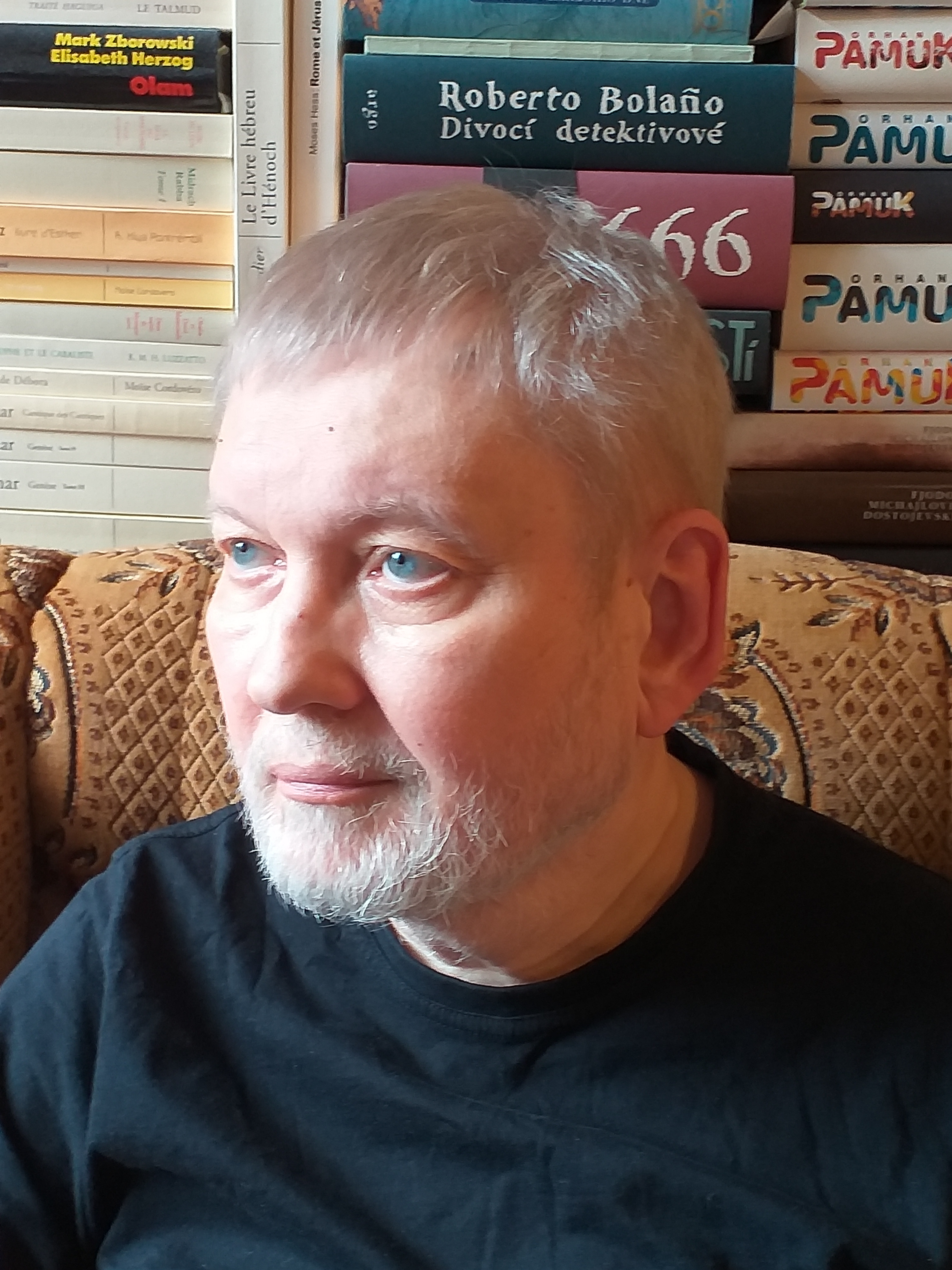
Jindřich Vacek

Jindřich Vacek (n. 3 ianuarie 1955, Plzeň, Cehoslovacia) este un scriitor și traducător ceh, fost lector universitar de limba cehă.

## Biografie
După absolvirea studiilor secundare la Plzeň în 1974, a urmat cursurile Facultății de Filozofie, specializarea română-franceză de la Universitatea Carolină din Praga (1974-1979), iar în perioadele 1980-1984 și 1985-1993 a lucrat ca lector de limba cehă la Catedra de limbi slave a Universității din București, unde a predat și un curs facultativ de sorabă de sus. În timpul șederii sale la București a publicat patru manuale de limba cehă pentru studenții români, pregătindu-i să lucreze cu textul literar, precum și un manual de limba sorabă. Vorbea foarte bine limba română, fiind un bun cunoscător al limbii și al culturii române.
În calitate de traducător, el s-a concentrat în primul rând pe literatura umanistă (scrisă în limba franceză) și pe ficțiunea mai dificilă (scrisă mai ales în limba ebraică), dar a efectuat traduceri și din alte limbi (din română, italiană, portugheză, catalană, poloneză, sorabă). În 2007 a obținut premiul Josef Jungmann pentru traducerea lucrării renascentiste Majsebuch din limba idiș.
A lucrat apoi ca redactor la editura pragheză Argo și a fondat seria etnologică Capricorn, unde a publicat, printre altele, scrierile lui Claude Lévi-Strauss, Mircea Eliade, Ruth Benedict și alții. A realizat câteva traduceri în limba cehă a operelor unor autori cunoscuți ca Umberto Eco, Paulo Coelho, David Grossman, Șmuel Iosef Agnon și alții. În timpul liber se ocupă cu documentarea dialectelor dispărute din Luzacia mijlocie. Din 2021 publică propriile sale opere literare.

## Scrieri proprii: cursuri universitare
- Curs practic de limba cehă, Universitatea din București, 1985
- Curs practic de limba sorabă, Universitatea din București, 1986
- Limba cehă pentru avansați, Universitatea din București, 1987
- Limba cehă colocvială. Curs practic, Universitatea din București, 1988
- Úvod do četby českého literárního textu (Introducere în citirea textului literar ceh), Universitatea din București, 1989

## Scrieri proprii: beletristică
- Všechny moje toulky. Lužice, Ceaușeskovo Rumunsko a další (Toate pribegiile mele. Luzacia, România lui Ceaușescu și altele), Academia, Praga, 2021 - memorii, cea mai mare parte este dedicată României
- Zajatci pána bouří (Captivii Stăpânului furtunilor), Argo, Praga, 2021 - roman
- Tři muži na Titaniku (Trei bărbați pe Titanic), Argo, Praga, 2022 - roman
- Yucatanské zrcadlo (Oglinda din Yucatan), Alpha Book, Praga, 2023 - roman

## Traduceri (bibliografie selectivă)
Din franceză
- Cerrini /Cerriniová/, Simonetta: Templářská revoluce (La révolution des templiers; Argo, Praga, 2013)
- Clastres, Pierre: Kronika indiánů Guayakí (Chronique des Indiens Guayaki; Argo, Praga, 2003)
- Davy /Davyová/, Mareie-Madeleine: Encyklopedie mystiky I (Encyclopédie des mystiques; Argo, Praga, 2000, împreună cu alți traducători)
- Delumeau, Jean: Hřích a strach (La péché et la peur; Volvox Globator, Praga, 1998, împreună cu alți traducători)
- Eliade, Mircea: Šamanismus a nejstarší techniky extáze (Le chamanisme et les techniques archaïques de l'extase; Argo, Praga, 1997)
- Eliade, Mircea: Kováři a alchymisté (Forgerons et alchimistes; Argo, Praga, 2000)
- Eliade, Mircea: Pojednání o dějinách náboženství (Traité d’histoire des religions; Argo, Praga, 2004)
- Eliade, Mircea: Zkouška labyrintem (L’Épreuve du labyrinthe; CDK, Brno)
- Hayoun, Maurice-Ruben: Židovské osvícení I. (Les lumières de Cordoue à Berlin; Volvox Globator, Praga, 1998)
- Lévy-Bruhl, Lucien: Myšlení člověka primitiního (La mentalité primitive; Argo, Praga, 1999)
- Lévi-Strauss, Claude: Strukturální antropologie (Anthropologie structurale, Argo, Praga, 2006)
- Lévi-Strauss, Claude: Strukturální antropologie – dvě (Anthropologie structurale – deux, Argo, Praga, 2007)
- Lévi-Strauss, Claude: Mythologica I, Syrové a vařené (Mythologiques I, Le cru et le cuit; Argo, Praga, 2006)
- Perrin, Michel: Cesta mrtvých Indiánů (Le chemin des Indiens morts; Argo, Praga, 2000)
- Rosny, Eric de: Vládcové noci (Le yeux de ma chèvre; Argo, Praga, 2001)
- Sade, markýz de: Kruté morality (L'époux complaisant et autres récits. Les crimes de l'amour; Aurora, Praga, 1997)
- Todorov, Tzvetan: Strach z barbarů (La peur des barbares; Paseka, Praha-Litomyšl, 2011)

Din română
- Ciobanu, Mircea: Kniha synů (Cartea fiilor; revista Tvar 10/2012, fragment)
- Luca, Eugen: Pogrom (Pogrom, Iași, duminică 29 iunie 1941; Argo, Praga, 2007)
- Paler, Octavian: Život na nástupišti (Viața pe un peron; Mladá fronta, Praga, 2009)
- Sebastian, Mihail: Deník 1935-1944 (Jurnal 1935-1944; Sefer, Praga, 2004)
- Vasilache, Vasile: Elegie pro Annu-Marii (Elegie pentru Anna-Maria; Lidové nakladatelství, Praga, 1990)
- Zografi, Vlad: Polib mě! (Sărută-mă; revista Tvar 10/2012, fragment)

Din italiană
- Cipolla, Carlo M.: Základní zákony lidské blbosti (Allegro ma non troppo; Argo, Praga, 2012)
- Eco, Umberto: Dějiny krásy (Storia della Bellezza; Argo, Praga, 2005, 1 capitol)
- Eco, Umberto: Dějiny ošklivosti (Storia della Bruttezza; Argo, Praga, 2007, 3 capitole, cam 1/3 din antologie)
- Eco, Umberto: Dějiny legendárních zemí a míst (Storia delle terre e dei luoghi leggendari; Argo, Praga, 2013, cam 1/3 din text)

Din ebraică
- Agnon, Šmuel Josef: Šátek a jiné povídky (Ha-mitpachat; Mladá fronta, Praga, 1999)
- Grossman, David: Viz LÁSKA (Ajen erech: ahava; Mladá fronta, Praga, 1996)
- Grossman, David: Mít s kým běžet (Mišehu laruc ito; Mladá fronta, Praga, 2010)
- Kenan, Amos: Cesta do Ejn Charod (Ha-derech le-Ejn Charod; Ivo Železný, Praga, 1993)
- Šacham, Natan: Rosendorfovo kvarteto (Revi‘ijat Rozendorf; Paseka, Praga-Litomyšl, 2001)

Din idiș
- Majsebuch sau Cartea legendelor și povestirilor idișului, publicată în Basel de Jaakov Bar Avraham (Ejn šön majsebuch, Jindřich Vacek, Plzeň, 2005, vol. II, 2006)

Din catalană
- Martín, Esteban; Carranza, Andreu: Gaudího klíč (La Clau Gaudí; Argo, Praga, 2008; sub pseudonimul Kryštof Kusý)

Din portugheză
- Coelho, Paulo: Vítěz je sám (O Vencedor está só; Argo, Praga, 2009)
- Coelho, Paulo: Rukopis nalezený v Akkonu (Manuscrito encontrado em Accra; Argo, Praga, 2012)
- Coelho, Paulo: Nevěra (Adultério; Argo, Praga, 2014)

Din sardă
- Arca, Antoni: Když se tančí tango. (N)e(u)rotický jazyk (A ballu tango, (n)e(u)roticalimba; fragment, în: Host 2/2014; cu medalionul autorului și prezentarea limbii)
- Falconi, Nanni: Skrýš (Su cuadorzu; fragment, în: Host 2/2014; cu medalionul autorului și prezentarea limbii)
- Pintore, Zuanne Frantziscu: Hrobka v Osaně (Sa losa de Osana; fragment, în: Host 2/2014; cu medalionul autorului și prezentarea limbii)

Din poloneză
- Hłasko, Marek: Konvertirta z Jaffy (Nawrócony w Jafffie; Argo, Praga, 2000)

Din sorabă
- Koch, Jurij: Kotjatkova podivná láska (Kotjatkowa dźiwna lubosć; în: Tvar nr. 36/8 noiembrie 1990)

## Premii
- Premiul Jungmann pentru cea mai bună traducere din 2006 (Majsebuch aneb Kniha jidiš legend a příběhů)
- Premiul pentru creativitate al Societății Traducătorilor pe anii 1997 (Grossman, David: Viz LÁSKA), 2000 (Agnon, Šmuel Josef: Šátek a jiné povídky) și 2002 (Šacham, Natan: Rosendorfovo kvarteto)

## Legături externe
- Seznam děl v Souborném katalogu ČR, jejichž autorem nebo tématem je Jindřich Vacek (překladatel)
- Odvaha k jazyku Arhivat în 13 aprilie 2012, la Wayback Machine., s. 32: medailon Jindřicha Vacka (napsala Anežka Charvátová)
- Jindřich Vacek, stránky spisovatele, kompletní bibliografie s ukázkami z některých překladů i vlastních prací
- Knihovna Národního muzea Arhivat în 5 martie 2016, la Wayback Machine.
- Electoratul se lasă manipulat ușor, interviu cu Jindřich Vacek apărut la revista Observator cultural în 5 decembrie 2024